# Floating elements
Floating elements (etwa: schwimmende Elemente) sind ein Mittel, um die Korrektion der Abbildungsfehler eines Objektivs an die eingestellte Entfernung anzupassen. Dies erfolgt durch Verändern des axialen Abstands der Linsen voneinander.
Floating elements wurden in den 1970er Jahren eingeführt und kommen häufig bei hochwertigen lichtstarken Weitwinkelobjektiven zum Einsatz. Man bezeichnet diese Technik auch als floating focusing oder (automatischen) Korrektionsausgleich. Die Bezeichnung automatisch bedeutet hierbei, dass die Verstellung des Linsenabstands an die Entfernungseinstellung gekoppelt ist, so dass sich immer die richtige Korrektion ergibt.
Die Entfernungseinstellung erfolgt bei konventionellen Objektiven meistens dadurch, dass das ganze Objektiv axial verschoben wird, ohne dass sich die Abstände der Linsen ändern, da dies mechanisch am einfachsten ist. Die Korrektion der Abbildungsfehler erfolgt normalerweise für unendliche Entfernung des abzubildenden Objekts. Wenn die Entfernung geringer ist, verändert sich der Strahlengang so, dass die Abbildungsfehler zunehmen. Dieses Problem tritt am stärksten bei lichtstarken Weitwinkelobjektiven auf. Wenn man die Korrektion andererseits als Kompromiss für alle einstellbaren Entfernungen durchführt, dann wird die Bildqualität bei Unendlich entsprechend etwas schlechter. Dem kann man entgegenwirken, indem zwei (selten auch mehr) Linsengruppen bei der Fokussierung unabhängig voneinander bewegt werden. Dies ergibt zusätzliche Freiheitsgrade für die Korrektion, so dass man den verschiedenen Entfernungen besser gerecht werden kann.
Vorteilhaft ist dabei auch, dass der maximale Abbildungsmaßstab größer werden kann, da die Abbildungsfehler bei kürzeren Entfernungen nicht mehr so stark zunehmen. Nachteilig ist aber natürlich der größere mechanische Aufwand. Die Mechanik, die die Linsen gegeneinander verschiebt, muss besonders genau arbeiten, damit die Linsen nicht zu stark dezentriert (seitlich gegeneinander verschoben oder verkippt) werden. Dies würde die Korrektion der Abbildungsfehler empfindlich stören.